# Mario Rutelli

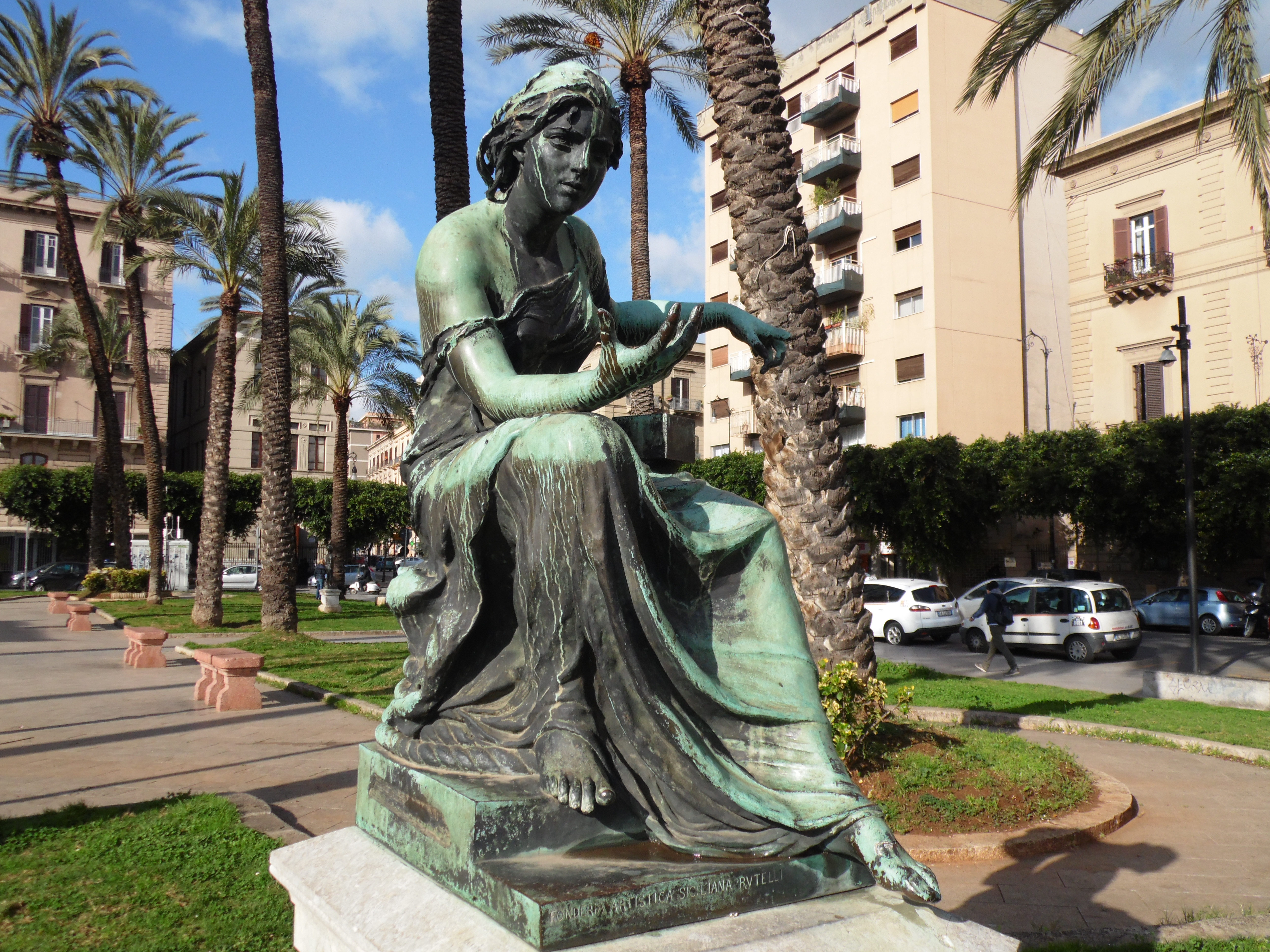
Mario Rutelli: Náutica (1895). Piazza Politeama (Palermo).

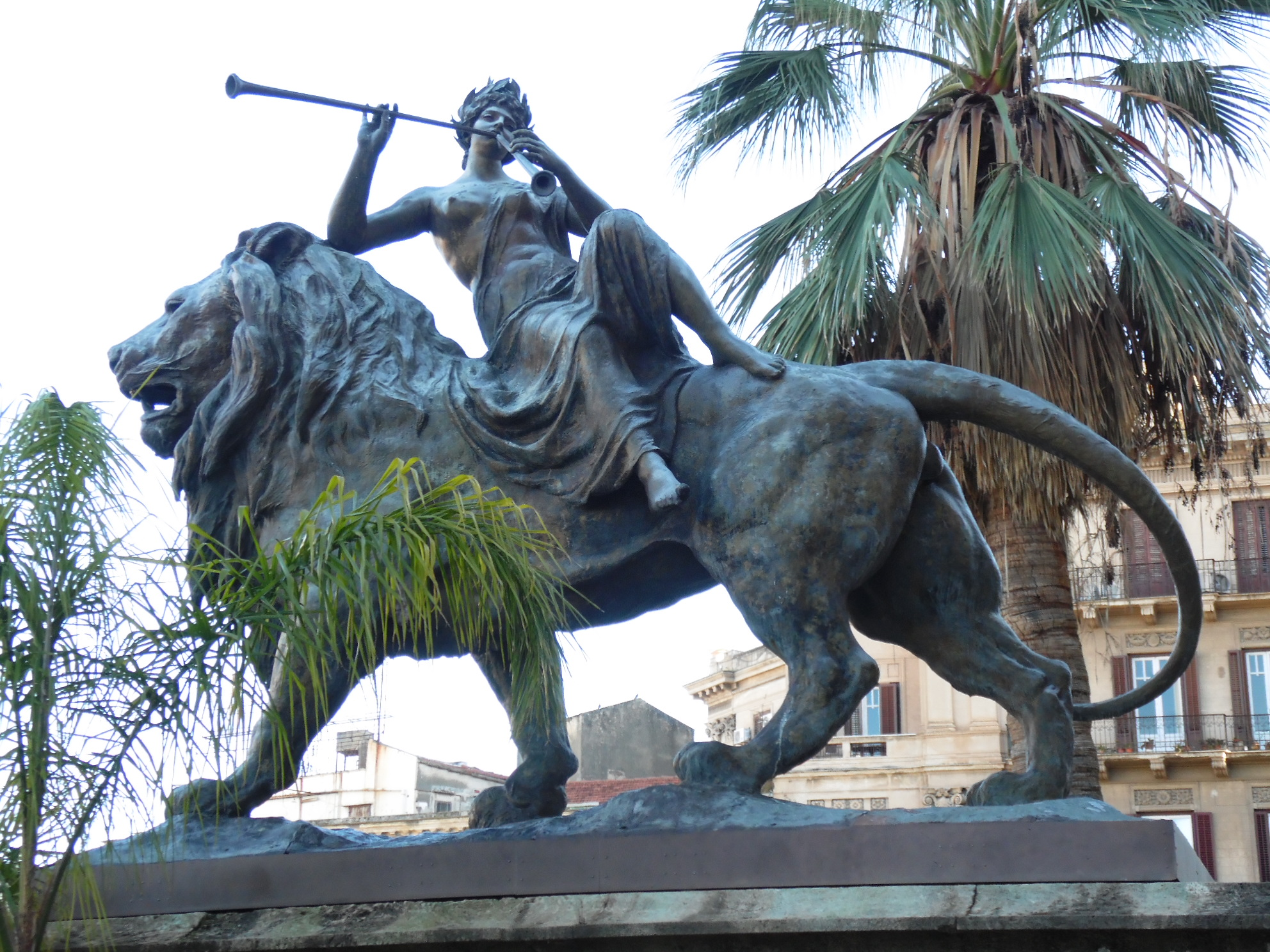
Mario Rutelli: La Lírica“. Teatro Massimo (Palermo)

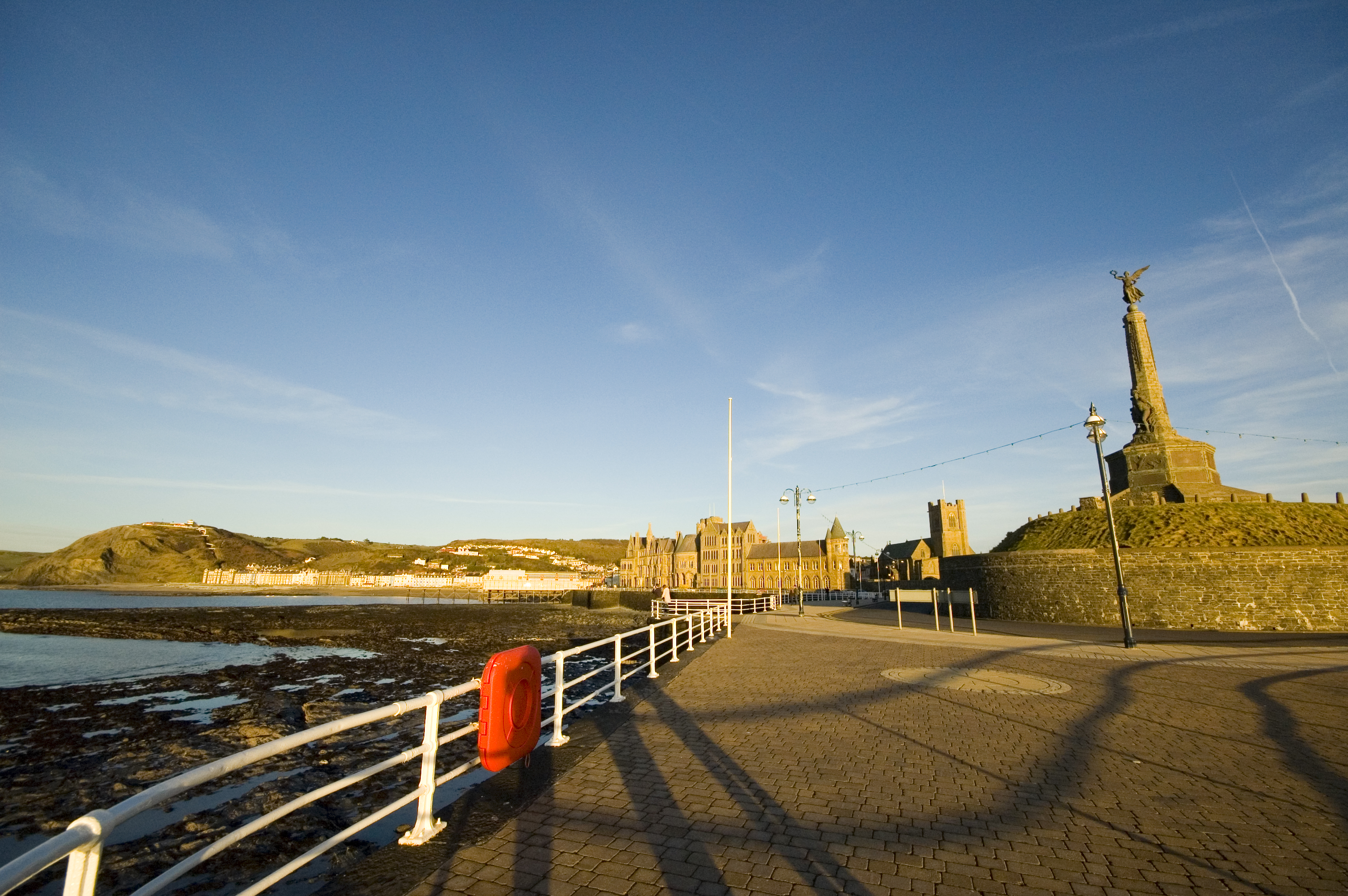
Monumento memorial de guerra de Rutelli, en Aberystwyth

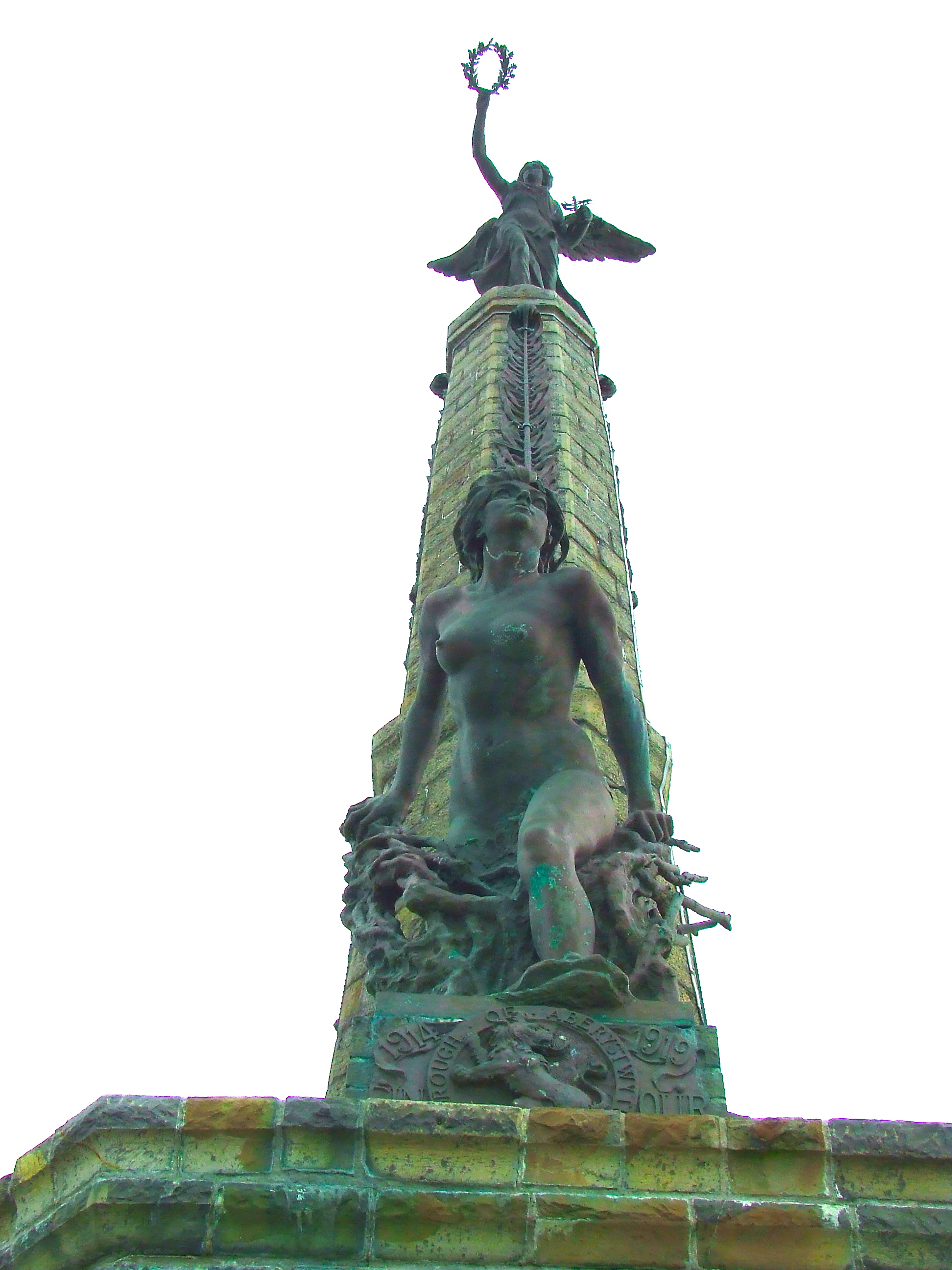
El monumento memorial de guerra en Aberystwyth seafront. La figura inferior representa humanidad y la superior, la victoria.

Mario Rutelli (Palermo, 4 April 1859 - 1941) fue un escultor Italiano. 

## Biografía
Fue el hijo del arquitecto Giovanni Rutelli y de Vita Romano. El padre de Rutelli era un bien conocido arquitecto italiano sabio y altamente competitivo empresario como contratista de edificios de la era. Entre los muchos proyecta cuál haya oficialmente completó era el descuido técnico de la construcción entera del monumental Teatro Massimo Vittorio Emanuele en Palermo, el 3.º teatro lírico más grande en todo de Europa. El Teatro Massimo estuvo completado por Giovanni Rutelli empresa de edificio Rutelli y Machì. 
Habiendo estudiado en la Academia de Bellas Artes de Palermo y posteriormente en Roma bajo Giulio Monteverde, la obra maestra de Mario Rutelli es el "Fontana delle Naiadi" en Piazza della Repubblica, Roma, el cual Benito Mussolini llamó la "exaltación de juventud eterna, el primer saludo al arte de la capital".
- El monumento a Anita Garibaldi en el Janiculum (un trabajo tardío, pero no tan osado como sus trabajos más tempranos, como "Gli Irosi").
- Uno de las Victorias en el Vittoriano en Roma.
- El bronce Quadriga en el teatro Politeama en Palermo, con Apolo (el dios de música) y Euterpe (la musa de poesía lírica) encima lo. (En este trabajo, los jinetes en los lados es un retrato del maestro de Rutelli, Benedetto Civiletti).
- El león en la base del monumento Garibaldi en el Garibaldi jardín en Palermo.
- El león que personifica la poesía lírica y el cual está localizado en el lado izquierdo del Teatro Massimo de Palermo. (El león a la derecha con La Tragedia encima es de Benedetto Civiletti).
- El "Lírico" y "Apoteosis de Vittorio Emanuele" en el Teatro Vittorio Emanuele.
- El monumento ecuestre a Umberto I, en Catania.
- La Fuente y el monumento conmemorativo en Agrigento.
- El Monumento a Nicola Spedalieri en el Piazza Sforza Cesarini (cercano el Chiesa Nuova) en Roma.

Entre sus trabajos supervivientes son la estatua de Goethe en Múnich; el colosal Monumento a la Victoria de 22 metros en Inglaterra; el monumento de guerra en Aberystwyth (una de cuyas figuras el historiador galés Gwyn Williams describió como "la parte posterior más fina en Cardiganshire"; bustos de Domenico Morelli y Giuseppe Maielli; y un busto de Edmondo De Amicis situado en el Jardín Inglés de Palermo.